# Guldbaggegalan 1994
Den 29:e Guldbaggegalan, som belönade svenska filmer från 1993, sändes från Cirkus, Stockholm den 31 januari 1994.

## Vinnare och nominerade
Vinnarna listas i fetstil.
| Bästa film | Bästa regi |
| --- | --- |
| - Kådisbellan – Waldemar Bergendahl - Mannen på balkongen – Hans Lönnerheden - Pariserhjulet – Lennart Dunér                      | - Clas Lindberg – Pariserhjulet - Daniel Alfredson – Mannen på balkongen - Åke Sandgren – Kådisbellan                                     |
| Bästa manliga skådespelare | Bästa kvinnliga skådespelare |
| - Sven Lindberg – Glädjekällan - Simon Norrthon – Tala! Det är så mörkt - Peter Haber – Sunes sommar                              | - Helena Bergström – Pariserhjulet och Sista dansen - Marika Lagercrantz – Drömmen om Rita och Morfars resa - Basia Frydman – Kådisbellan |
| Bästa manuskript | Bästa foto |
| - Daniel Alfredson och Jonas Cornell – Mannen på balkongen - Niklas Rådström – Tala! Det är så mörkt - Åke Sandgren – Kådisbellan | - Jens Fischer – Sista dansen - Göran Nilsson – Kådisbellan - Peter Mokrosinski – Mannen på balkongen                                     |
| Bästa utländska film | |
| - Pianot – Jane Campion - Frihet - den blå filmen – Krzysztof Kieślowski - Orlando – Sally Potter                                 | |
| Kreativa insatser | Ingmar Bergman-priset |
| - Anette Lykke Lundberg - Arne Sucksdorff - Bengt Schöldström                                                                     | - Jannike Åhlund |